# Denver Broncos UK
Denver Broncos UK (сокращённо DBUK) — сайд-проект участников Slim Cessna’s Auto Club, квартет в составе Джея Манли, Слима Цессны, Дуайта Пентакоста и Ребекки Веры; образец т. н. «денверского звучания» (англ. Denver Sound) — сплава традиционной американской кантри и фолк-музыки с характерными чертами готики и пост-панка.

## История

### Формирование, первые записи
|  |
|  |

Идея проекта, отличного по атмосфере от Auto Club, но с тем же составом музыкантов, зародилась у Слима Цессны в 2006 году; первыми наработками они с Дуайтом Пентакостом обменивались по интернету, так как жили в то время в разных штатах (Цессна — в Питтсбурге, Пенсильвания, Пентакост — в Бостоне, Массачусетс). Первые записи DBUK были сделаны на четырёхдорожечный кассетный магнитофон Цессной, Пентакостом и ещё одним участником Auto Club, Джеем Манли, во время однодневного съезда в Денвере, Колорадо. В сентябре 2007 года на YouTube был зарегистрирован канал группы и опубликовано видео с песней «Broncos Fight Song» и кадрами той встречи.
Трио занималось шлифовкой материала, играя в художественных галереях, ночных клубах и других андерграундных концертных площадках. После одного из таких выступлений — в музее современного искусства Mattress Factory — к группе присоединилась Ребекка Вера, которая на тот момент уже сотрудничала с корифеями денверской сцены 16 Horsepower и была ядром одного из ансамблей Манли, The Lee Lewis Harlots. В 2013 году в формате семидюймовой грампластинки вышел первый сингл коллектива — «The Red Cross Is Giving Out Misinformation», с треком «Immaculately Warded Children» на би-сайде. Позже в том же году DBUK записали кавер-версию песни The Raconteurs «Top Yourself» для трибьюта Джеку Уайту Rockin’ Legends Pay.

## Дискография

### АльбомSongs One Through Eight
Работа над полноформатным студийным альбомом, с перерывами на гастроли Slim Cessna’s Auto Club и Munly & The Lupercalians, заняла у квартета восемь лет, подойдя к концу в 2014 году. Тексты семи песен из восьми написал Джей Манли, по большей части опираясь на личный опыт и факты собственной биографии. Звучание отличает акустическая основа с многослойной перкуссией и выразительный голос Джея Манли, колеблющийся от баритона до фальцета, и сопровождаемый бэками Веры и Цессны.
Songs One Through Eight был тепло встречен музыкальными критиками и удостоился званий одного из наиболее ярких альбомов за всю историю существования жанра; ни на что не похожего и ни с чем не сравнимого; действительно уникального диска. В своих рецензиях авторы отметили интимную и искреннюю, мрачную и меланхоличную, тревожную, красивую и преисполненную готического очарования атмосферу, и литературное воображение Манли, вобравшее в себя висельный юмор По и Фолкнера.

### Альбом Songs One Through Sixteen
11 сентября 2018 года группа выпустила второй альбом Songs One Through Sixteen на независимом немецком лейбле Glitterhouse Records. Релиз включает в себя 16 песен в неофолк стиле. Вокал Джея Манли воспринимается как нечто среднее между голосом Ника Кейва и Питера Мерфи по мнению звукозаписывающей компании. В работе над релизом поучаствовали такие сторонние музыканты, как Devotchka, Tarantella и Девид Юджин Эдвардс из 16 Horsepower. Критики доброжелательно отнеслись к релизу, применив к нему такие эпитеты как "Образный 81-минутный звуковой опыт где-то посередине между вестернами в тонах сепии, убийственными балладами и фолк-нуаром".

## Состав группы
- Джей Манли — лид-вокал, акустическая гитара
- Слим Цессна — перкуссия, струнные, бэк-вокал
- Дуайт Пентакост — банджо, мелодическая гармоника, автоарфа
- Ребекка Вера — виолончель, фисгармония, клавишные, бэк-вокал